# کریمسون: دزدان دریایی بخاری
کریمسون: دزدان دریایی بخاری (به انگلیسی: Crimson: Steam Pirates) یک بازی ویدئویی است که در سال ۲۰۱۱ و برای پلت‌فرم آی‌اواس منتشر شد.